# Josef Forbelský
Josef Forbelský (19 de diciembre de 1930, Skřivany-14 de noviembre de 2022) fue un pedagogo, lingüista y traductor universitario checo que se ocupa principalmente de la literatura española. En 2017, ganó el premio Josef Jungmann por la traducción de la novela Los trabajos de Persiles y Sigismunda de Miguel de Cervantes.

## Biografía
Fue el quinto hijo de una familia de agricultores. Nació el 19 de diciembre de 1930 en Skřivany, un pequeño pueblo cerca de Nový Bydžov.
El alumno Josef Forbelský percibió con intensidad en la segunda mitad de los años treinta los acontecimientos trágicos del momento. La seguridad aparente del ambiente campesino fue desiquilibrada por las noticias de la Guerra Civil Española y por el nazismo que se hizo más fuerte en el país vecino por los sucesos en Múnich (véase el Pacto de Múnich).
Josef Forbelský se graduó entre los años 1942-1950 en el instituto de Nový Bydžov, luego se pasó al Instituto Arzobispo en Praga e Instituto Obispo en Bohosudov, donde la Seguridad Nacional y la policía secreta del entonces régimen comunista invadió, canceló con violencia el instituto y encarceló a los profesores y miembros de la Compañía de Jesús.
En el año 1950 ingresó en la Facultad de Filosofía y Artes de la Universidad Carolina y empezó a estudiar checo y español. Se graduó a mitad de los años cincuenta.
Comenzó la experiencia profesional pedagógica en Praga, concretamente en una escuela en la parte Smíchov y luego se pasó a la escuela económica en la calle Resslová, donde enseñó español. Mientras trabajaba en la escuela, empezó a estudiar la formación a distancia de francés en la misma facultad.
Escribía para las entrevistas literarias como Tvář o Světová literatura, y tradujo para la editorial Odeon, donde en el año 1969 comenzó a trabajar como redactor. Ese mismo año ingresó como profesor de traducción y de interpretación en la Facultad de Filosofía y Artes de Praga y se marchó en el año 1974.
Hasta año 1989, el fin del régimen comunista, enseñó en la Escuela Superior de Economía VŠE de Praga. En el año 1990 encabezó en el departamento de la Facultad de Filosofía y Artes el Instituto de Estudios Románicos y llegó a ser el profesor asociado de la literatura española.

## Trabajos
Se dedicaba sobre todo a la literatura española e hispanoamericana. Hay que mencionar sus traducciones checas de los escritores clásicos como, por ejemplo Cervantes (Novelas ejemplares), Lope de Vega (La Dorotea, en conjunción con Josef Hiršal), Góngora y Argote (Las Soledades, en conjunción con Josef Hiršal) y Gracián (El Criticón). 
Traducía también a los escritores modernos como, por ejemplo Valle-Inclán (La guerra carlista), Azorín (Los pueblos), Ortega y Gasset (Europa y la idea de nación), Gómez de la Serna (Greguerías), Cela (El molino de viento), Delibes (Mi idolatrado hijo Sisí), Jiménez Lozano (Parábolas y circunloqulos de Rabí Isaac ben Jehuda, San Juan de la Cruz, Historia de un otoño) o Santos (Tiempo de silencio).
De la literatura hispanoamericana tradujo en conjunción con Ivan Slavík Obras completas de Sor Juana Inés de la Cruz y en cuanto a los escritores contemporáneos a Borges (El informe de Brodie, El libro de arena, La memoria de Shakespeare, colaboró en los ciclos cuentísticos La inmortalidad y El espejo y La máscara), Bastos (Yo el Supremo) o García Márquez (El otoño de patriarca). 
En conjunción con G. Carnero tradujo al español los poemas del poeta checo Vladimír Holan (Una noche con Hamlet, etc.).
Es también coautor de La Historia de la Literatura Española y autor de La Literatura Española del Sglo Veinte.